# Stachys ajugoides
Stachys ajugoides es una ortiga que se encuentra en las tierras bajas, cerca de la costa en California y Oregón.

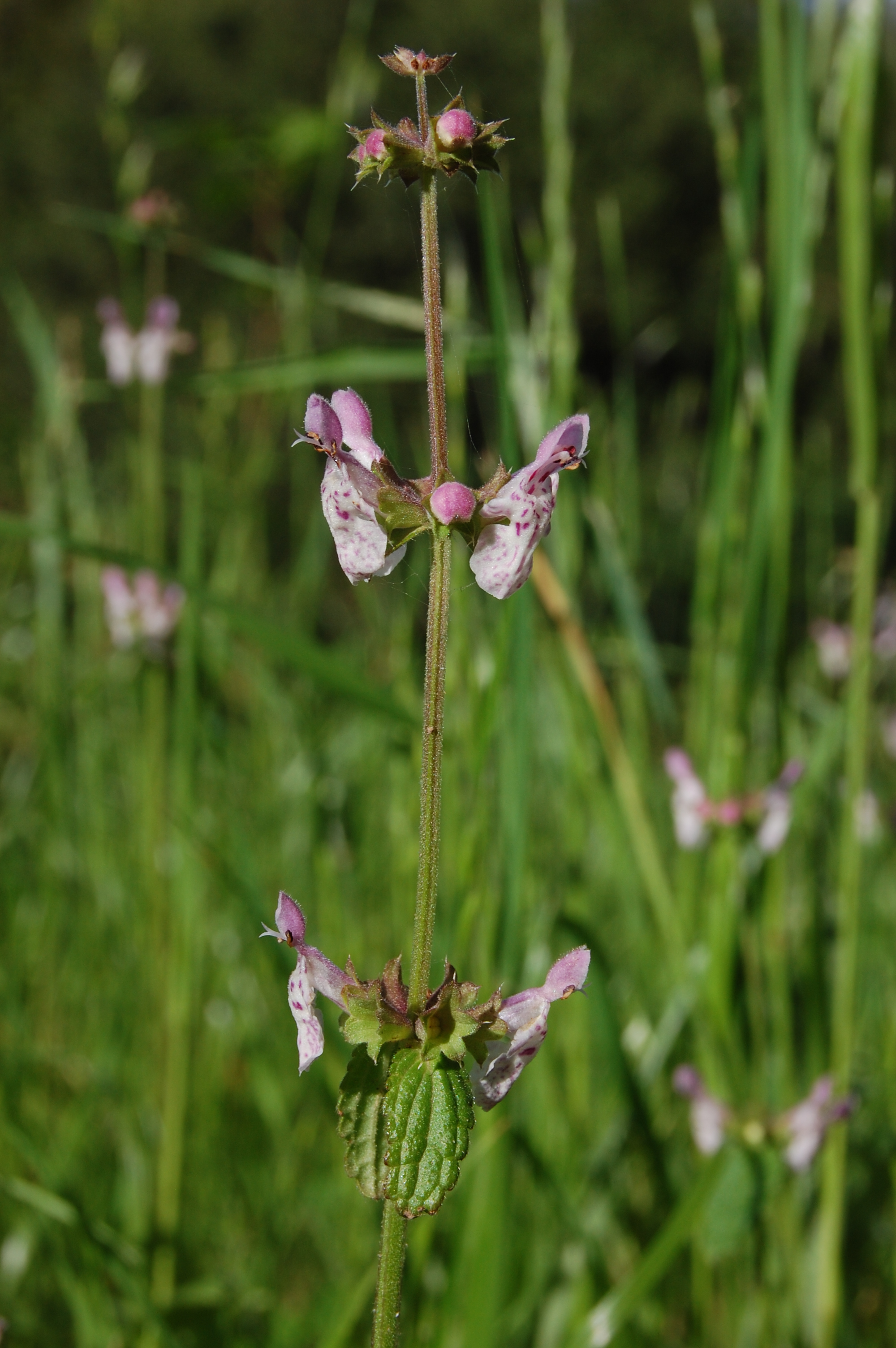
Vista de la planta

## Descripción
Tiene hojas con los bordes en forma de sierra. Su caracteréstica más identificable es su olor a musky por lo que se le denomina en inglés Stachys stinky.

## Taxonomía
Stachys ajugoides fue descrita por George Bentham y publicado en Linnaea 6(1): 80. 1831.
Etimología
Ver: Stachys
ajugoides: epíteto compuesto del Latín que significa "como el género Ajuga".
Sinonimia
- Stachys ajugoides var. ajugoides
- Stachys ajugoides var. stricta Jeps.
- Stachys ajugoides var. velutina Jeps.
- Stachys cymosa A.Heller ex Jeps.
- Stachys ramosa A.Heller[3][4]